# En handfull kärlek
En handfull kärlek är en svensk långfilm från 1974.
Filmen regisserades av Vilgot Sjöman som även stod för manus. Bengt Forslund var producent och Jörgen Persson fotograf. Musiken gjordes av Bengt Ernryd och för ljudet stod Thomas Samuelsson och Lennart Forsén. Filmen hade premiär den 23 februari 1974 på flera olika biografer runtom i Sverige. Den har därefter visats flera gånger i svensk TV.

## Rollista
- Anita Ekström - Hjördis
- Gösta Bredefeldt - Daniel (Severin) Larsson, anställd på gasverket, Hjördis fästman
- Ingrid Thulin - Inez Crona, född Lundström
- Ernst-Hugo Järegård - Claes (Gideon) Crona, Inez man, grosshandlare
- Sif Ruud - änkan Thekla Rehnholm
- Per Myrberg - Sebastian Renholm, Thekla Renholms son
- Evabritt Strandberg - Thérèse Lundström, Inez Cronas syster
- Frej Lindqvist - Fritz Fredrik Crona, Claes halvbror
- Anders Oscarsson - Henning Christian Crona, Inez och Claes son, 16 år gammal
- Gunnar Ossiander - farfar Crona
- Chris Wahlström - Magdalena, kokerska hos Cronas
- Bibi Skoglund - Adèle, husa hos Cronas
- Claire Wikholm - Zaida, barnjungfru hos Cronas
- Ernst Günther - Theodor Litz, smeknamn Finland, skriftställare
- Harald Hamrell - Linus, Hjördis bror
- Lise-Lotte Nilsson - Hanna, Hjördis syster
- Rolf Skoglund - Sigfrid, Hannas man, skräddare
- Bellan Roos - farmor
- Bernt Lundquist - Karl Inge Svensson, anställd på gasverket
- Jan Erik Lindqvist - Ivan Persson, anställd på gasverket, fackföreningsordförande
- Georg Rydeberg - direktör Apelberg
- Ulf Johanson - tekniske direktören på gasverket
- Pierre Lindstedt - Nicklasson, anställd på gasverket
- John Harryson - budningskarl
- Evert Granholm - en äldre man på apoteket
- Leif Ahrle - Thérèses fästman, löjtnant
- Yvonn Jansson - servitris
- Bruno Sörwing - dragspelare
- Börje Krogstad - tidningsutropare
- Axel Fritz - tysken
- Björn Nilsson - affärsman hos Crona
- Arne Andersson - affärsman hos Crona
- Olle Grönstedt - kund på apoteket
- Mats Björne - hjälpreda till tekniske direktören
- Lars-Olof Löthwall
- Marie Ekorre - sjungande flicka

## Priser och utmärkelser
- 1974 – Guldbagge (bästa regi)
- 1974 – Guldbagge (juryns specialpris för bästa scenograf)
- 1974 – Guldbagge (högsta kvalitetspoäng)
- 1974 – Svenska Filmkritikerförbundets pris (årets film)
- 1976 – San Gregorio-priset

## DVD
Filmen gavs ut på DVD 2009.

### Fotnoter
1. 1 2  ”En handfull kärlek”. Svensk Filmfestival. http://www.sfi.se/sv/svensk-filmdatabas/Item/?itemid=4924&type=MOVIE&iv=Basic&ref=/templates/SwedishFilmSearchResult.aspx?id%3d1225%26epslanguage%3dsv%26searchword%3den+handfull+k%C3%A4rlek%26type%3dMovieTitle%26match%3dBegin%26page%3d1%26prom%3dFalse. Läst 25 augusti 2012.